# 臼井二美男
臼井 二美男（うすい ふみお、1955年8月28日 - ）は、日本の義肢装具士。

## 人物・来歴[1][2]
群馬県前橋市出身。群馬県立前橋高等学校卒業、和光大学人文学部中退。8年間のフリーター生活を経て28歳で財団法人鉄道弘済会・東京身体障害者福祉センター（現：公益財団法人鉄道弘済会・義肢装具サポートセンター）に就職。以後、義肢装具士として義足製作に取り組む。
1989年、通常の義足に加え、スポーツ義足の製作も開始。1991年、切断障害者の陸上クラブ「ヘルス・エンジェルス」を創設、代表者として切断障害者に義足を装着してのスポーツを指導。やがてクラブメンバーの中から日本記録を出す選手も出現。2000年のシドニー、2004年のアテネパラリンピックには日本代表選手のメカニックとして同行する。通常義足でもマタニティ義足やリアルコスメチック義足など、これまで誰も作らなかった義足を開発、発表。義足を必要としている人のために日々研究・開発・製作に尽力している。 その類いまれなる技術力と義足製作の姿勢でテレビ出演等多数。
2023年11月18日公開の映画『シンデレラガール』の義足監修を担当した。

## 著書
- 転んでも、大丈夫 ぼくが義足を作る理由（2016年8月5日、ポプラ社）

## 受賞歴
- 第6回スポーツチャレンジ賞功労賞[4]
- 第9回AJPS AWARD[5]
- 第24回毎日スポーツ人賞文化賞
- 第51回吉川英治文化賞[6]
- 2020年 現代の名工
- 第9回ものづくり日本大賞内閣総理大臣賞
- 2023年 黄綬褒章